# Grupno odlučivanje
Grupno odlučivanje je način poslovnog odlučivanja u kojemu sudjeluje veći broj managera i / ili drugih zaposlenika. 

## Obilježja
Prednosti grupnog odlučivanja sastoje se u tome što grupa generira veći broj alternativa jer raspolaže s više informacija i znanja. Raspravljanjem unutar skupine, prema određenim normama ponašanja, smanjuju se nejasnoće i nesigurnosti u načinu rješavanja problema. Problemi koji mogu nastati unutar grupe mogu biti uzrokovani statusom i moći pojedinih članova koji bi mogli značajno utjecati na konačnu odluku. Podjela rizika odgovornosti za donesenu odluku unutar članova skupine može dovesti do nejasnoća oko odgovornosti za donesenu odluku, pa se može javiti negativni aspekt fenomena difuzije odgovornosti. Proces grupnog odlučivanja duži je i skuplji što nerijetko predstavlja prepreku u njegovom korištenju. 

## Oblici odlučivanja
Najčešći oblici grupnog odlučivanja jesu:
- Brainstorming – grupna metoda rješavanja problema koja se upotrebljava za generiranje novih ideja unutar grupe. Vođa grupe iznosi problem i traži prijedloge članova. Kritiziranje i komentiranje danih prijedloga nije dozvoljeno dok se svi prijedlozi ne popišu. Nakon toga se prelazi na neorganiziranu raspravu, te se analizom i ocjenjivanjem prijedloga donosi konsenzusno rješenje problema. Vođa grupe treba voditi računa da ne dođe do dominacije nekog pojedinca.
- Nominalna grupa – članovi nominalne grupe djeluju nezavisno generirajući ideje, a grupni rad pomaže u izboru najbolje ideje. Tehnika se provodi u nekoliko faza:
  1. vođa definira problem
  2. članovi grupe generiraju ideje i prezentiraju ih grupi
  3. prezentirane ideje se popisuju, a svaki član na popis dodaje još po jednu svoju ideju
  4. vodi se rasprava o idejama
  5. glasovanje se vrši na način da svaki član rangira nekoliko najpovoljnijih ideja
  6. o rang listama se raspravlja sve dok se ne postigne konsenzus oko konačne rang liste
  7. ideja koja je na taj način stigla na vrh predstavlja konačnu ideju |
- Delphi tehnika – grupa se sastoji od stručnjaka, a idealno je kada je članovima skupine nepoznato tko je sve uključen u rad. Primjenjuje se kada treba ispitati više osoba nego što ih može komunicirati licem u lice kada se želi izbjeći dominantan utjecaj jedne osobe. Postizanje sporazuma oko konačne odluke stručnjaka i donositelja odluke provodi se uporabom upitnika. Koraci u delphi tehnici: 
  1. predočavanje problema (upitnik)
  2. popunjavanje upitnika
  3. prikupljanje i distribucija rezultata
  4. popunjavanje drugog (i idućeg) upitnika
  5. konsenzus (opća suglasnost)